# Twee pop
Le twee pop est un sous-genre du rock alternatif, plus particulièrement de la pop indépendante, caractérisé par des mélodies légères et des paroles souvent naïves. Twee est une altération enfantine de sweet (doux). Le mot désigne en anglais britannique quelque chose de délibérément « mignon » et innocent.

## Histoire
La twee pop est restée essentiellement britannique avec notamment le label Sarah Records, et les groupes  Heavenly et The Field Mice. Aux États-Unis, le mouvement était soutenu par les K Records, d'Olympia (État de Washington) et Slumberland Records ainsi les groupes Beat Happening ou The Black Tambourine.  La twee pop a aussi trouvé un public en Suède, en Espagne et au Japon.
Ce mouvement semble avoir des échos dans d'autres formes d'art, ainsi que dans la mode. On y associe ainsi des films comme 500 jours ensemble, la série New Girl (avec Zooey Deschanel, qui serait une des égéries du twee avec Taylor Swift) ou encore l'essentiel des films de Wes Anderson. Dans la mode, cela s'exprimerait par une opposition au cynisme branché de la mode hipster, avec le recours à un style rétro plus discret, des matières douces (coton, laine), et un style évoquant la sincérité et l'innocence, éventuellement assorti à un goût prononcé pour l'ukulele ou les cupcakes. En 2014, le journaliste Marc Spitz en a proposé une synthèse dans son ouvrage Twee: The Gentle Revolution in Music, Books, Television, Fashion and Film. La superficialité de l'essai a été largement dénoncé et moqué par les passionnés de cette musique sur les réseaux sociaux et la presse musicale.
Dans les années 2000, les groupes les plus importants associés à ce mouvement sont The Smiths et Belle and Sebastian (même si ceux-ci ne s'en sont jamais revendiqués). Différents mail order européens attestent de la vitalité en 2009 de cette pop dite naïve, tels en Allemagne (Unisex, Vollwert), en Suède Fraction Discs, en France Hands And Arms ; mais aussi aux États-Unis Tonevendor et au Japon Apple Crumble.

## Caractéristiques
Les racines du genre remontent à la compilation C86 éditée par l'hebdomadaire britannique New Musical Express (NME) en collaboration avec le label Rough Trade en 1986. C86, pour cassette 1986, regroupait des artistes apparus à cette époque comme The Pastels, Shop Assistants ou Primal Scream.
Dans son livre Time Travel le journaliste Jon Savage explore l'origine de la « twee pop » en remontant jusqu'au troisième album homonyme du Velvet Underground, sorti en 1969. Le côté « pop » et mélodique de certains groupes de punk rock comme Television Personalities ou The Swell Maps constitue également une source d'influence.

## Artistes associés
- Another Sunny Day
- Apples in Stereo
- Beat Happening
- Belle and Sebastian
- BMX Bandits
- Boyracer
- Brighter
- Camera Obscura
- The Cardigans
- Catchers
- Enon
- HelloLisa
- The Field Mice
- Gorky's Zygotic Mynci
- Go Sailor
- Heavenly
- I'm From Barcelona
- Lois
- The Lucksmiths
- The Orchids
- The Pastels
- Razorcuts
- St. Christopher
- Shoestrings
- Shonen Knife
- Stereo Total
- Suburban Kids With Biblical Names
- The Sea Urchins
- Shop Assistants
- Young Michelin
- The Softies
- The Sundays
- The Sugar Gliders
- Talulah Gosh
- Tiger Trap
- Tullycraft
- The Vaselines
- The Wake

## Cuddlecore
Le cuddlecore est un mouvement ayant émergé après le twee pop qui a brièvement gagné en popularité au milieu des années 1990. Ce terme désigne un style musical marqué par les harmonies vocales et mélodies pop sur fond punk rock. Les groupes de cuddlecore sont habituellement, mais pas toujours, représentés par des groupes uniquement féminins, des versions pop de leur contemporains de la scène riot grrrl.